# Castil de Peones
Castil de Peones es una localidad y un municipiosituados en la provincia de Burgos, comunidad autónoma de Castilla y León (España), comarca de La Bureba, partido judicial de Briviesca, cabecera del ayuntamiento de su nombre.
Tiene un área de 13,98 km² con una población de 26 habitantes (INE 2007) y una densidad de 1,86 hab/km².

## Geografía
Integrado en la comarca de La Bureba, se encuentra situado a 31 kilómetros de la capital burgalesa. Su término municipal está atravesado por la autovía A-1 (antigua AP-1) y la carretera N-1 entre los (pK 269 y 271).
El relieve está determinado por el corredor de La Bureba del que forma parte, por donde pasan la carretera N-1 y el río Cerratón que desemboca en el río Oca al este del municipio. Por el norte el corredor está cerrado por una zona de páramos que alcanzan los 850 metros de altitud y por el sur las primeras elevaciones de los Montes de Oca superan los 1000 metros. El pueblo se alza a 793 metros sobre el nivel del mar. 
| Noroeste: Briviesca (exclave)      | Norte: Reinoso                                    | Noreste: Prádanos de Bureba |
| Oeste: Quintanavides               |                                                   | Este: Alcocero de Mola      |
| Suroeste: Santa María del Invierno | Sur: Villaescusa la Sombría y Cerratón de Juarros | Sureste: Alcocero de Mola   |

## Demografía
Castil de Peones cuenta con una población de 28 habitantes (INE 2024).
| Gráfica de evolución demográfica de Castil de Peones entre 1842 y 2021                                              |
| |
| Población de derecho según los censos de población del INE Población de hecho según los censos de población del INE |

| 1991 |  | 1996 |  | 2001 |  | 2004 |
| ---- |  | ---- |  | ---- |  | ---- |
| 55   |  | 37   |  | 30   |  | 28   |

## Historia
A la caída del Antiguo Régimen queda constituida como ayuntamiento constitucional del mismo nombre en el partido Briviesca, región de Castilla la Vieja, contaba entonces con 234 habitantes.

### Descripción en el Diccionario Madoz
Así se describe a Castil de Peones en el tomo VI del Diccionario geográfico-estadístico-histórico de España y sus posesiones de Ultramar, obra impulsada por Pascual Madoz a mediados del siglo XIX:

CASTIL DE PEONES: villa con ayuntamiento en la provincia, audiencia territorial, capitanía general y diócesis de Burgos (6 leguas), partido judicial de Briviesca (2); Situada en una pequeña altura bastante ventilada, con clima saludable, aunque frío; tiene, además de la municipal, 86 casas de un solo piso y mala construcción, con pocas comodidades y sin orden alguno ni forma de calles; escuela de primeras letras, dotada con 900 reales y asistida por 24 niños y 9 niñas; iglesia parroquial (San Pedro), de construcción regular, aseada y decente para la población, y servida por un cura, 2 beneficiados enteros y un sacristán. Confina el término N con Prádanos y Reinoso; E Bañuelos; S Alcocero y Villaescusa la Solana, y O Revillagodos y Quintanavides; le bañan, además de un arroyo que pasa por esta villa y cuyas aguas sirven al consumo de sus habitantes, el río Pecezorio por su derecha y el Oca por la izquierda; a este último le cruzan dos puentes. El terreno es en general productivo, y participa de monte y llano casi por iguales partes; las cuestas del S enlazan con la sierra de Montes de Oca, y las del O con la del Monasterio de Rodilla y Reinoso. Además de los caminos locales, que en su mayor parte son carretiles, atraviesa el término pasando por la villa el camino real de Madrid a Francia; hay parada de postas. El correo se recibe de Briviesca, por valijero a las siete de la mañana y cuatro de la tarde, y sale poco después de su llegada. Producciones: trigo, cebada, avena, lino, legumbres y yeros; cría ganado lanar, mular, caballar y vacuno; caza de perdices y codornices, peces y cangrejos. Industria: la agrícola, arriería y 2 molinos harineros. Población: 66 vecinos, 234 almas. Capital productivo: 1.255.710 reales. Imponible: 110.611. Contribución: 10.400 reales y 26 maravedíes. Presupuesto municipal: 1.800 reales que se cubren de los propios y arbitrios.
Diccionario geográfico-estadístico-histórico de España y sus posesiones de Ultramar

## Monumentos y lugares de interés

### Parroquia
Iglesia parroquial de San Pedro Apóstol en el Arcipestrazgo de Oca-Tirón, diócesis de Burgos. De esta parroquia dependes las localidades de Arconada, Bárcena de Bureba, Carcedo de Bureba, Lences de Bureba
y Valdearnedo; también comprende el Monasterio de Clarisas de Lences.

### Parque eólico
El complejo eólico La Brújula, promovido por Neo Energía, sociedad participada por Energías de Portugal (EDPl) y HC Energía (Grupo Hidrocantábrico), está integrado por cuatro parques conectados a la subestación Fresno de Veleta en Monasterio de Rodilla desde donde evacua la energía, a través de una línea aérea de 10,861 km de longitud, hasta la subestación de Alcocero de Mola donde conectan a la red. 
Afecta a este municipio el denominado Llanos de San Martín, situado en los municipios de Quintanavides, Castil de Peones y Santa María del Invierno, con 21 aerogeneradores, y una potencia de 17,85 megavatios.